# Chisocheton cumingianus
Chisocheton cumingianus är en tvåhjärtbladig växtart. Chisocheton cumingianus ingår i släktet Chisocheton och familjen Meliaceae.

## Underarter
Arten delas in i följande underarter:
- C. c. balansae
- C. c. cumingianus
- C. c. kinabaluensis